# Huracán Iván (1980)
El huracán Iván en 1980 estableció el récord de la formación de más al noreste que cualquier otro huracán en el Atlántico. Se formó atípicamente, en asociación con una borrasca de nivel superior, cerca de las Azores. Se movió hacia el suroeste, Iván se convirtió en la novena tormenta y el séptimo huracán de la temporada, alcanzando vientos máximos de 165 km/h (102,53 mph). A lo largo de su trayectoria, Iván ejecutó dos bucles, y un recorrido al oeste-noroeste, y mantuvo vientos máximos cerca de 90 horas. Con el tiempo, se volvió hacia el noreste, y en la noche del 11 de octubre el huracán fue absorbido por un Frente frío. No causó daños ni muertes.

## Historia meteorológica

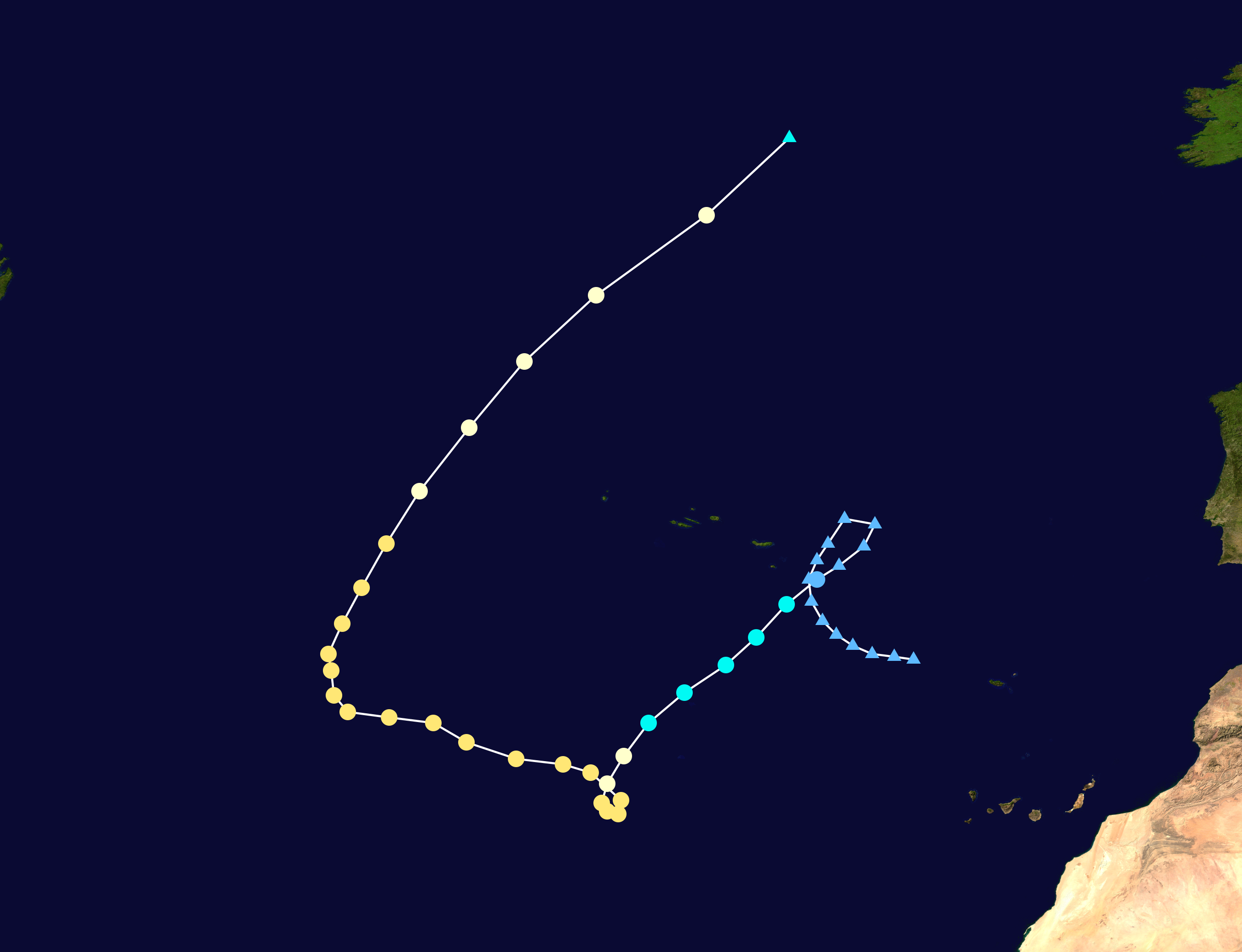
Trayectoria del huracán Iván.

Los orígenes del huracán Iván fueron inusuales. A finales de septiembre, una borrasca fría persistió en la costa sudoeste de Portugal, moviéndose hacia el suroeste. Inicialmente, su posición era incierta debido a la falta de datos, aunque un ciclón definitivo fue evidente el 1 de octubre, cuando se convirtió en mejor organizado entre las Azores y las Islas Canarias. En ese momento, hubo poca convección cerca del centro. A pesar de encontrarse en aguas de temperatura  fría, el sistema desarrolló gradualmente características tropicales, ya que se volvió hacia el noroeste y ejecutó un bucle cerca de las Azores. Tras esto el ciclón prosiguió el seguimiento al suroeste, la convección aumentó y se hizo más organizada cerca del centro. A pesar de que se hallaba debajo de una borrasca de nivel superior, se organizó lo suficiente para ser designado como depresión tropical el 4 de octubre, justo al este de las Azores, poco después, se intensificó en la tormenta tropical Iván.
El Centro Nacional de Huracanes inicialmente no emitió avisos sobre Iván hasta la tarde del 5 de octubre, momento en que la tormenta se fortaleció. A principios de la vida de Iván, los meteorólogos tenían dificultades para predecir el futuro de la tormenta. En última instancia, Iván se trasladó en gran medida en paralelo con la borrasca de nivel superior, mientras que el movimiento hacia el suroeste fue causado por una dorsal al norte. En la tarde del 5 de octubre, un ojo se desarrolló, y 6 de octubre Iván alcanzó la categoría de huracán a 970 km (602,73 mi) al suroeste de las Azores. Se fue parando debido a la dorsal al norte y se debilitó, y 18 horas después de llegar a la categoría de huracán, Iván alcanzó su punto máximo con vientos de 165 km/h (102,53 mph).
Entre el 6 y el 7 de octubre, el huracán Iván ejecutó un bucle estrecho, tras lo cual comenzó a intensificarse otra dorsal hacia el este, lo que permitió que la tormenta comenzara un movimiento hacia el oeste-noroeste. En última instancia, la intensidad no cambió durante aproximadamente 90 horas. Durante ese tiempo, el ojo fluctuó en ocasiones con la convección con altibajos. El 9 de octubre, se volvió hacia el norte antes de acercarse a un frente frío y a una tormenta extratropical. Al día siguiente, el huracán comenzó a debilitarse mientras se aceleró hacia el noreste en aguas más frías del extremo norte del Océano Atlántico. El 12 de octubre, el frente frío absorbe el huracán Iván, cuando se encontraba a unos 1070 km (664,87 mi) al oeste de Irlanda.

## Impacto y récords

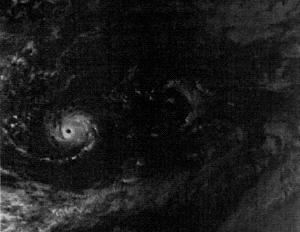
Imagen por satélite de Iván el 6 de octubre

Al principio de su vida, Ivan pasó a una corta distancia al sureste de la Azores, aunque nunca af ectó de forma significativa a tierra. Como tal, no hubo reportes de víctimas o daños en asociación con la tormenta. Varios buques registraron fuertes vientos. En ese momento, el huracán se formó más al noreste que cualquier otro huracán en el Atlántico, el Huracán Vince en 2005 rompió más adelante ese registro. Sin embargo, no es ni la más septentrional ni la tormenta atlántica más oriental de formación tropical, estos registros están en manos de la Alberto de 1988 a 41,5 ° N, y Ginger de 1967, a 18,1 ° W, respectivamente.
El nombre de "Iván" fue reutilizado posteriormente en el 1998 y 2004, cuando fue retirado y sustituido con Igor.